# کرن سامر
کرن سامر (انگلیسی: Karen Summer؛ زادهٔ ۲۲ ژوئیهٔ ۱۹۶۲) بازیگر پورنوگرافی اهل ایالات متحده آمریکا است.

## اوایل زندگی
سامر در تارزنا، لس‌آنجلس و انسینو، لس‌آنجلس بزرگ شد. او قبل از کار در پورنو به عنوان سیاهی‌لشکر و دستیار تولید در صنعت سرگرمی فعالیت می‌کرد.